# Пођо Бањоли (Арецо)
Пођо Бањоли је насеље у Италији у округу Арецо, региону Тоскана.
Према процени из 2011. у насељу је живело 106 становника. Насеље се налази на надморској висини од 297 м.